# 現代製鉄
現代製鉄（ヒュンダイせいてつ）は、大韓民国の製鉄業者。

## 社史
- 1953年：大韓重工業公社として創立。
- 1962年：仁川重工業に社名変更。
- 1970年：仁川製鉄を吸収合併後、現代グループ入り。
- 2000年：アジア通貨危機に伴う財閥解体に伴い現代グループから一時離脱。
- 2001年：財閥再編後の現代自動車グループ入り。INIスチールに一時社名変更後、元へ戻す。
- 2004年：韓宝鉄鋼を買収。
- 2015年：現代ハイスコと合併[2]。

## 概要
2000年代に入るまでは、中・小電炉メーカーの一つであったが、2004年、韓宝鉄鋼を買収したことにより生産量を拡大し、現代自動車に鉄製品を供給する製鉄会社として急成長した。当時、現代自動車が使用する自動車用鋼板は、日本の技術提携の元に確保されている状況にあり、中国市場などの急成長も踏まえ、グループ全体で一貫供給することを目標にかかげ2006年に高炉の建設を開始した。2010年に忠清南道の唐津市にて第一高炉と第二高炉を完成させ、2013年9月に第三高炉を完成させた。第三高炉がフル稼働すれば年間2400万トンの銑鉄生産能力を有する見込み。従来の電炉の稼働分を加えれば、鉄の生産能力はポスコに続く韓国国内2位に入るが、2013年3月時点で国際的に供給過剰状態となっており、生産量が伸びるか否かは不透明。